# Pseudolana towrae
Pseudolana towrae är en kräftdjursart som beskrevs av Bruce1983. Pseudolana towrae ingår i släktet Pseudolana och familjen Cirolanidae. Inga underarter finns listade i Catalogue of Life.